# Zenon Książek
Zenon Książek (ur. 27 września 1931 w Dębicy) – polski piłkarz i trener. Wychowanek Wisłoki Dębica. Przez większość kariery był związany ze Stalą Mielec.

## Życiorys
Treningi rozpoczął w Wisłoce już w latach szkolnych. Maturę zdał w 1950 w Liceum Ogólnokształcącym im. W.Jagiełły w Dębicy. Następnie ukończył AWF w Krakowie w 1954 i otrzymał tytuł magistra wychowania fizycznego. Po studiach pracował jako nauczyciel wychowania fizycznego w Technikum Mechanicznym w Dębicy i kontynuował grę w Wisłoce jako zawodnik i trener. W 1955 został zatrudniony w WSK Mielec i przeniósł się do Stali Mielec. Uczestniczył w historycznym awansie Stali do II ligi. W 1959 wrócił do Dębicy i był grającym trenerem Stali Dębica.
Karierę zawodniczą zakończył w 1965, pracował jednak nadal jako trener. W 1964 otrzymał uprawnienia trenera klasy II, a w 1971 trenera klasy I. Pracował w Unii Tarnów, najpierw jako trener młodzieży, a następnie jako trener pierwszej drużyny grającej w II lidze. W latach 1966–1972 pracował jako drugi trener reprezentacji juniorów, a w 1973 prowadził młodzieżową reprezentację Polski do lat 21, z którą zdobył III miejsce na Światowym Festiwalu Młodzieży i Studentów w Berlinie. W sezonie 1973/74 został trenerem ówczesnego mistrza Polski – Stali Mielec. Zdobył z nią 3. miejsce w sezonie 73/74 i wicemistrzostwo w sezonie 74/75. Następnie zajął się szkoleniem zespołów młodzieżowych Stali. W 1978 ponownie objął stanowisko trenera I drużyny i zdobył z nią 3. miejsce w 1979. W okresie 1980-82 został skierowany do Tunezji, gdzie trenował piłkarzy L’Etoile Sportive du Sahole Susa. Po zakończeniu kontraktu powrócił do Mielca na stanowisko kierownika wyszkolenia Stali. W latach 1986–1987 ponownie prowadził I drużynę Stali. Od 1990 zajął się juniorami Stali, z którymi czterokrotnie zdobył mistrzostwo okręgu rzeszowskiego oraz dwukrotnie 5. miejsce w finałach Mistrzostw Polski. Trenował także juniorów reprezentujących Okręg Podkarpacki w ogólnopolskich rozgrywkach o Puchar im. Kazimierza Deyny.
W latach 1975–1978 był wykładowcą w Punkcie Konsultacyjnym AWF w Mielcu. Organizował także kursy instruktorów piłki nożnej. Pełnił funkcję zastępcy przewodniczącego Rady Trenerów Podkarpackiego OZPN w Rzeszowie. Za wybitne osiągnięcia w pracy trenerskiej odznaczono go m.in. Złotym Krzyżem Zasługi, Złotą Odznaką PZPN, Złotą Odznaką 75-lecia PZPN, Odznaką „Zasłużony Trener”, Złotą Odznaką „Zasłużony Działacz Kultury Fizycznej”.

## Kariera trenerska
| Lata trenowania | Klub                                         |
| --------------- | -------------------------------------------- |
|                 | Wisłoka Dębica                               |
| 1959-1965       | Stal Dębica                                  |
| 1966-72         | reprezentacja Polski juniorów (II trener)    |
|                 | Unia Tarnów                                  |
| 1973            | młodzieżowa reprezentacja Polski (do lat 21) |
| 1973-1975       | Stal Mielec                                  |
| 1975-1978       | Stal Mielec (zespoły młodzieżowe)            |
| 1978-1980       | Stal Mielec                                  |
| 1980-1982       | L’Etoile Sportive du Sahole Susa             |
|                 | Stal Mielec (kierownik wyszkolenia)          |
| 1986-1987       | Stal Mielec                                  |
| 1990-           | Stal Mielec (juniorzy)                       |